# カール・フリードリヒ・ヴィルヘルム・ブラウン

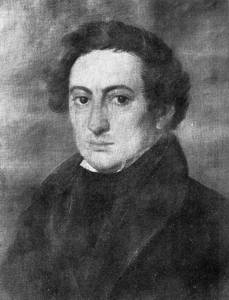
カール・フリードリヒ・ヴィルヘルム・ブラウン

カール・フリードリヒ・ヴィルヘルム・ブラウン（Karl Friedrich Wilhelm Braun、1800年12月1日 - 1864年7月20日）はドイツの薬学者、植物学者、地質学者である。

## 略歴
バイエルンのバイロイトの薬剤師、医師の助手の息子に生まれた。レーゲンスブルクで薬剤師の見習いをした後、1819年からオーストリアのザルツブルク、クラーゲンフルトの薬局で働いた。高山植物の研究で知られるダーフィット・ハインリヒ・ホッペと知り合い、アルプスの植物研究を行った。オーストリアの貴族、軍人のヴェルデン（Ludwig von Welden）とも親しくなりイタリアの植物調査もした。ヴェルデンからは、軍人として働くことも薦められたがそれには応じなかった。その後、プラハでカシュパル・マリア・シュテルンベルクやフランツ・ジーバーと植物の研究を行った。父親の希望で、薬剤師の資格を取るために、エアフルトで学び1824年に資格を得て、バイロイトの父親の薬局を継ぐが、7年後に自然科学の研究に専念するために、薬局を売却した。1833年に設立されたバイロイトの農業・工業専門学校の教授となり、化学と博物学などを教えた。
この時期、アンドリアン＝ヴェルブルク公爵フェルディナンドが、現在のUrwelt-Museum Oberfranke（オーバーフランケン原始世界博物館）となる博物館のための博物標本を集めていたので古生物学、地質学に転じた。収集家で古生物学者のミュンスター(Georg zu Münster)とともに、化石を集め研究した。1840年に目録を出版し、特に古植物学に関心を持っていた。エアランゲンの大学の化石の同定に貢献し、1840年に名誉博士号を受けた。1833年から1845年まではオーバーフランケンの医療委員会の委員も務めたが、多忙のため辞めた。
1843年にドイツの科学アカデミーレオポルディーナの会員に選ばれた。1848年に設立されたドイツ地理学会（Deutsche Geologische Gesellschaft）の会員に1849年に14人目の会員として加わった。

## 著作
- Verzeichniss der Versteinerungen welche in der Kreis-Naturalien-Sammlung zu Bayreuth vorhanden sind. Bayreuth 1833
- Verzeichnis der in der Kreis-Naturalien-Sammlung zu Bayreuth befindlichen Petrefakten. Verlag von Leopold Voss, Leipzig 1840
- Beiträge zur Urgeschichte der Pflanzen.1. Heft. Als Programm zum Jahresbericht der Königl. Kreis – Landwirthschafts – und Gewerbeschule zu Bayreuth,  F. C. Birner, Bayreuth 1843
- Beiträge zur Urgeschichte der Pflanzen. Weltrichia. Eine neue fossile Gattung fossiler Rhizantheen. Num. VI als Programm zum Jahresbericht der Königl. Kreis – Landwirthschafts – und Gewerbeschule zu Bayreuth, Heinrich Höreth, Bayreuth 1849
- Beiträge zur Urgeschichte der Pflanzen. Kirchneria. Eine neue fossile Pflanzengattung aus dem untern Liassandsteine der Gegend von Bayreuth. Num. VII als Programm zum Jahresbericht der Königl. Kreis – Landwirthschafts – und Gewerbeschule zu Bayreuth, Theodor Burger, Bayreuth 1854
- Ueber das Bayreuther versteinerte Holz. 1859
- Die Thiere in den Pflanzenschiefern der Gegend von Bayreuth. 1860
- Ueber Placodus gigas. Agassiz. und Placodus Andriani. Münster. Theodor Burger, Bayreuth 1862
- Ueber Placodus quinimolaris. Heinrich Höreth, Bayreuth 1863
- Verzeichniss der in der Kreis-Naturalien-Sammlung zu Bayreuth befindlichen Petrefacten. Nachdruck [der Ausg.] Voss, Leipzig 1840. [Bayreuth], Naturwissenschaftliche Gesellschaft, 2004. (Berichte der Naturwissenschaftlichen Gesellschaft Bayreuth; Beiheft [5]), Bayreuth 2004